# Beit Shemesh Rebels 2022-2023
Questa voce raccoglie le informazioni riguardanti i Beit Shemesh Rebels nelle competizioni ufficiali della stagione 2022-2023.

## Israel Football League 2022-2023

### Stagione regolare
| Bet Shemesh 21 gennaio 2023, ore 20:00 1ª giornata | Beit Shemesh Rebels | 16 – 40 | Jerusalem Lions |  |

| Bet Shemesh 28 gennaio 2023, ore 20:00 2ª giornata | Beit Shemesh Rebels | 52 – 54 | Tel Aviv Pioneers |  |

| Bet Shemesh 11 febbraio 2023, ore 20:00 4ª giornata | Beit Shemesh Rebels | 44 – 38 | Ramat HaSharon Hammers |  |

| Petah Tiqwa 24 febbraio 2023, ore 9:00 6ª giornata | Petah Tikva Troopers | 14 – 66 | Beit Shemesh Rebels | Stadio HaMoshava |

| Mazkeret Batya 24 marzo 2023, ore 9:00 10ª giornata | Mazkeret Batya Silverbacks | 3 – 44 | Beit Shemesh Rebels |  |

| Netanya 31 marzo 2023, ore 10:00 11ª giornata | Carmel Dogs | 27 – 50 | Beit Shemesh Rebels | Istituto Wingate |

| Be'er Sheva 20 aprile 2023, ore 21:00 13ª giornata | Beer Sheva Spartans | 18 – 42 | Beit Shemesh Rebels |  |

| Bet Shemesh 27 aprile 2023, ore 20:00 14ª giornata | Beit Shemesh Rebels | 28 – 31 | Carmel Dogs |  |

### Statistiche di squadra
| Competizione      | %Vittorie | In casa | In casa | In casa | In casa | In casa | In casa | In trasferta | In trasferta | In trasferta | In trasferta | In trasferta | In trasferta | Totale | Totale | Totale | Totale | Totale | Totale |
| Competizione      | %Vittorie | G       | V       | N       | P       | Pf      | Ps      | G            | V            | N            | P            | Pf           | Ps           | G      | V      | N      | P      | Pf     | Ps     |
| ----------------- | --------- | ------- | ------- | ------- | ------- | ------- | ------- | ------------ | ------------ | ------------ | ------------ | ------------ | ------------ | ------ | ------ | ------ | ------ | ------ | ------ |
| Stagione regolare | .625      | 4       | 1       | 0       | 3       | 140     | 163     | 4            | 4            | 0            | 0            | 202          | 62           | 8      | 5      | 0      | 3      | 342    | 225    |
| Totale            | .625      | 4       | 1       | 0       | 3       | 140     | 163     | 4            | 4            | 0            | 0            | 202          | 62           | 8      | 5      | 0      | 3      | 342    | 225    |